# 星形角石属
星形角石属（学名：Actinomorpha）是头足纲的一属。

## 下属物种
本属包括以下物种：
- Actinomorpha pupa Flower, 1943